# Lithocarpus variolosus
Lithocarpus variolosus là một loài thực vật có hoa trong họ Cử. Loài này được (Franch.) Chun mô tả khoa học đầu tiên năm 1928.